# Щепкин, Митрофан Митрофанович
Митрофан Митрофанович Щепкин (24 марта (5 апреля) 1871 — 21 ноября 1921) — русский агроном, животновод.

## Биография
Сын М. П. Щепкина родился 24 марта (5 апреля) 1871 года. Окончил 1-ю Московскую гимназию (1889) и юридический факультет Московского университета (1894).
Сначала служил в Коломенском земстве; был гласным Коломенского уездного и Московского губернского собраний, членом экономического совета и финансовой комиссии Московского губернского земства. Вскоре вступил в Московское общество сельского хозяйства и возглавил Комитет скотоводов при этом обществе. Организовал племенной свиноводческий завод в селе Большое Алексеевское Коломенского уезда (1905). Принимал участие в руководстве Голицынскими высшими сельскохозяйственными курсами; занимал должность директора Земледельческой школы при Московском обществе сельского хозяйства (1907—1920), затем председателя организационного комитета (ректора) Московского высшего зоотехнического института (1920—1921). редактор журнала «Вестник животноводства» (1913—1917).
Состоял в Конституционно-демократической партии со дня её образования, но уже с 1907 года интерес к политической деятельности утратил. Был арестован 27 августа 1921 года вместе с другими членами Всероссийского Комитета помощи голодающим; содержался во Внутренней тюрьме ВЧК на Лубянке. Освобожден 10 октября того же года по ходатайству заместителя наркома земледелия Н. Осинского (В. В. Оболенского).
Скончался 21 ноября 1921 года. Похоронен на кладбище Донского монастыря.